# Uspachus bahiensis
Uspachus bahiensis är en spindelart som beskrevs av Galiano 1995. Uspachus bahiensis ingår i släktet Uspachus och familjen hoppspindlar. Inga underarter finns listade i Catalogue of Life.